# Acridocarpus plagiopterus
Acridocarpus plagiopterus är en tvåhjärtbladig växtart som beskrevs av Jean Baptiste Antoine Guillemin och Perr.. Acridocarpus plagiopterus ingår i släktet Acridocarpus och familjen Malpighiaceae. Inga underarter finns listade i Catalogue of Life.